# Bergkamen
Bergkamen è una città di 48 669 abitanti della Renania Settentrionale-Vestfalia, in Germania.
Appartiene al circondario (Kreis) di Unna (targa UN).
Bergkamen si fregia del titolo di "Media città di circondario" (Mittlere kreisangehörige Stadt).

## Suddivisione amministrativa[4]
Bergkamen si divide in 6 quartieri (Stadtteil):
- Heil
- Mitte
- Oberaden
- Overberge
- Rünthe
- Weddinghofen

## Gemellaggi[5]
- Gennevilliers
- Hettstedt
- Tasucu
- Wieliczka